# Gran Sol (edificio)
El Hotel Alicante Gran Sol Affiliated by Meliá, o simplemente Gran Sol, es un edificio, con uso de hotel situado en la ciudad española de Alicante, en la rambla de Méndez Núñez. Su propietario y constructor fue D. Manuel Alonso García-Aparicio, y en sus inicios era más conocido como edificio Alonso. Actualmente está gestionado por el grupo hotelero Meliá Hotels International.
Con sus 31 plantas y 100 metros de altura, el hotel Alicante Gran Sol se erige como el tercer edificio más alto de la ciudad, por detrás del Estudiotel Alicante, también conocido como Riscal (117 m), y del Residencial El Barco (111 m). El Gran Sol se caracteriza por los vistosos murales pintados en dos de sus fachadas, fechados en 1968 y obra del pintor Manuel Baeza, y, al encontrarse emplazado frente al puerto de Alicante, se ha convertido, junto con el Castillo de Santa Bárbara, en un elemento característico del panorama urbano de la ciudad de Alicante.
El hotel inició su construcción en abril de 1961, y se terminó en febrero  del año 1970. Fue completamente reformado en 2015. Cuenta con 123 habitaciones de cuatro estrellas y un restaurante en la planta 26, con espectaculares vistas de la ciudad.
El nombre "Gran Sol" según explicó el propietario a su nieto Antonio Badias Alonso, se debe a que en los años 40 había sido armador de barcos de pesca en el Cantábrico, y obtuvo grandes capturas en la zona de "Grand Sole" o de los grandes lenguados, a la que los pescadores españoles llamaban Gran Sol. En recuerdo estos años dedicados al mar, llamó a su edificio "Gran Sol"   

## Imágenes
|                               |
| Edificio Alonso en el inicio. |

| |
| Pareja de arrastreros propiedad de Manuel Alonso García-Aparicio, que faenaban el el caladero de Gran Sol, y que dan nombre al edificio. |

|                                         |
| Panorámica con la estructura terminada. |